# Завацки, Вилли Рудольф
Вилли Рудольф Завацки (нем. Wiili Rudolf Sawatzki; 10 ноября 1919, Перлеберг, Веймарская республика — 5 июня 1998, Гамбург, Германия) — гауптшарфюрер СС, служивший в концлагере Освенцим. В 1976 году на одном из последующих процессов по делу о преступлениях в концлагере Освенцим был оправдан.

## Биография
Вилли Рудольф Завацки родился 10 ноября 1919 года в Перлеберге. По профессии был каретником. В 1938 году был зачислен в Войска СС и воевал в Польше, Франции и Советском Союзе.
В декабре 1941 года был переведён в концлагерь Освенцим, где служил сначала охранником, а потом блокфюрером в мужском лагере Биркенау. С декабря 1943 по июнь 1944 года был начальником трудовой службы в так называемом «цыганском лагере»

### После войны
По окончании войны советским военным трибуналом 29 марта 1947 года был приговорён к смертной казни за участие в убийстве 80 000 евреев в газовой камере. Смертный приговор не был приведён в исполнение, а 26 апреля 1956 года Завацки был освобождён из тюрьмы в Бауцене. Затем устроился на работу чертёжником в Гамбурге. В 1974 году снова предстал перед судом во Франкфурт-на-Майне. Предметом судебного разбирательства было участие в убийстве 400 еврейских детей из Венгрии. Когда для уничтожения не хватило пестицида Циклон-Б, детей отвезли на грузовиках к ямам, где сжигали тела заключённых, и где их заживо бросили в огонь. Суд постановил, что причастность Завацки к данному преступлению не доказана. 26 февраля 1976 года после двух лет заседаний суда Завацки был оправдан за недостатком доказательств.